# Audio Architecture
「Audio Architecture」（オーディオ・アーキテクチャ）は、CORNELIUS（小山田圭吾）が2018年にリリースした、7インチレコードである。2018年6月29日から同年10月14日まで東京・六本木の「21_21 DESIGN SIGHT」で開催された音のアーキテクチャ展のために書き下ろされた曲である。前述の音のアーキテクチャ展の会場やツアー会場、コーネリアスのホープページなどで限定リリースされた。ジャケットは折り紙式で、組み立てるとレコードを上に乗せて飾れるようになっている。展覧会のため、8人の映像作家によるミュージックビデオと1つのライブ映像が作られた。作詞は中村勇吾、作曲は小山田圭吾。

## 収録曲
A面
1. Audio Architecture

B面
1. Audio Architecture(Studio Live)